# Zabuella
Zabuella är ett släkte av fjärilar. Zabuella ingår i familjen Riodinidae.
Kladogram enligt Catalogue of Life:
| Zabuella | \| \| Zabuella tenellus \| \| \| \| \| \| Zabuella zabua \| \| \| \| |
|          | \| \| Zabuella tenellus \| \| \| \| \| \| Zabuella zabua \| \| \| \| |
|          | Zabuella tenellus                                                    |
|          |                                                                      |
|          | Zabuella zabua                                                       |
|          |                                                                      |